# 侏树蛙
侏树蛙（学名：Zhangixalus minimus）一种分布于中华人民共和国广西壮族自治区的两栖动物，隶属于树蛙科张树蛙属。其种加词“minimus”意为“小的”。

## 形态特征
侏树蛙雄蛙体长28～33毫米，雌蛙体长32～38毫米左右。身体皮肤较光滑，背部呈浅绿色，散有褐色细点；体侧具有一条黄白色带纹；腹面肉黄色或肉红色，无斑或有褐色斑。

## 保护
本种于2023年被收录入《有重要生态、科学、社会价值的陆生野生动物名录》。